# HD93137
HD93137 — хімічно пекулярна зоря спектрального класу F5, що має видиму зоряну величину в смузі V приблизно  8,8.
Вона  розташована на відстані близько 1294,3 світлових років від Сонця.

## Фізичні характеристики
Телескоп Гіппаркос зареєстрував фотометричну змінність  даної зорі з періодом    0,15 доби в межах від  Hmin= 9,26 до  Hmax= 9,14.